# 환상곡 (슈만)
환상곡 다장조 Op. 17, 1836년 로베르트 슈만이 썼다. 1839년에 출판되기 전에 수정되어 프란츠 리스트에게 헌정되었다. 일반적으로 슈만의 피아노 독주를 위한 가장 위대한 작품 중 하나로 꼽히며 초기 낭만주의 시대의 중심 작품 중 하나이다.

## 구조
판타지는 소나타 형식과 유사한 면이 있다.
첫 번째 악장은 열정적이다. 중간 악장은 행진곡을 기반으로 한 장엄한 론도이며, 피날레는 느리고 명상적이다.

## 기원
이 작품의 기원은 1836년 초, 슈만이 사랑하는 클라라 비크(나중에 그의 아내가 됨)와 헤어지는 것에 대한 괴로움을 표현한 Ruines라는 작품을 작곡했을 때 시작되었다. 이것은 후에 첫 번째 악장이 되었다. 그해 말, 그는 그의 출생지인 본에 베토벤 기념비를 세우기 위한 기금에  기여하기 위한 작품을 만들기 위해 두 악장을 더 썼다. 슈만은 출판사 Kirstner에게 작품을 제안하면서 기념비를 위한 기금 마련을 위해 프레젠테이션 사본 100부를 판매할 수 있다고 제안했다. 베토벤 기념비 기금에 대한 다른 기부에는 멘델스존의 변주곡 시리즈가 포함되었다.
이 작품은 프란츠 리스트에게 헌정되었다.
베토벤 기념물은 결국 인해 주로 2666 탈러, 지불리스트의 노력으로 완성되었다 가장 큰 단일 기여를. 1845년 빅토리아 여왕과 앨버트 공을 비롯한 많은 고위 인사와 작곡가를 비롯한 참석자들이 참석한 가운데 웅장하게 공개되었다.
리스트는 환상곡의 당시 비할 데 없는 요구, 특히 2악장 코다의 반대 방향으로의 빠른 건너뛰기를 동시에 충족할 수 있는 몇 안 되는 피아니스트 중 한 명이었다. 그는 이 곡을 슈만에게 개인적으로 연주했고 나중에 그것을 가르치는 레퍼토리에 포함시켰지만, 그는 이 곡이 공개 공연에 적합하지 않다고 생각했고 공개적으로 연주하지 않았다. 리스트는 1853년 자신의 소나타 B단조를 슈만에게 헌정하였다. 클라라 슈만은 작곡가가 사망한 지 10년 후인 1866년까지 그녀의 콘서트에서 환상곡을 연주하기 시작했다.